# Louis Duerloo
Louis Duerloo, né le 7 juillet 1910 à Essen en Belgique et mort le 30 septembre 1977 à Mijas en Espagne, est un coureur cycliste belge. Il fut professionnel de 1932 à 1938.

## Palmarès
- 1931
  - 2e du championnat de Belgique sur route militaires
- 1932
  - Circuit du Houtland-Torhout
- 1933
  -  Champion de Belgique sur route
  - Tour d'Hesbaye
  - 2e du Prix national de clôture
  - 3e du Grand Prix de l'Escaut
- 1934
  - 7e étape du Tour de l'Ouest
- 1935
  - Tour des Flandres
  - 3e de Paris-Belfort
- 1936
  - Bruxelles-Hozémont
- 1937
  - 3e du Prix national de clôture